# Ctonófila
En la mitología griega, Ctonófila o Ctonófile (griego "Χθονοφύλη") era la hija del rey Sición (cuyo nombre fue dado a la ciudad de Sición) y Zeuxipe. Con Hermes tuvo un hijo llamado Pólibo, también futuro rey de Sición. Se casó más tarde con Flías o Fliante, hijo del dios Dioniso y Aretirea, y tuvo con él otro hijo, Andródamo.